# صفيراء ثلاثية
صفيراء ثلاثية (الاسم العلمي:Sophora ternata) هي نوع غير مؤكد من النباتات يتبع جنس الصفيراء من الفصيلة البقولية.